# Babina Greda
Babina Greda è un comune della Croazia di 4 262 abitanti della Regione di Vukovar e della Sirmia.